# Olaus Magnus

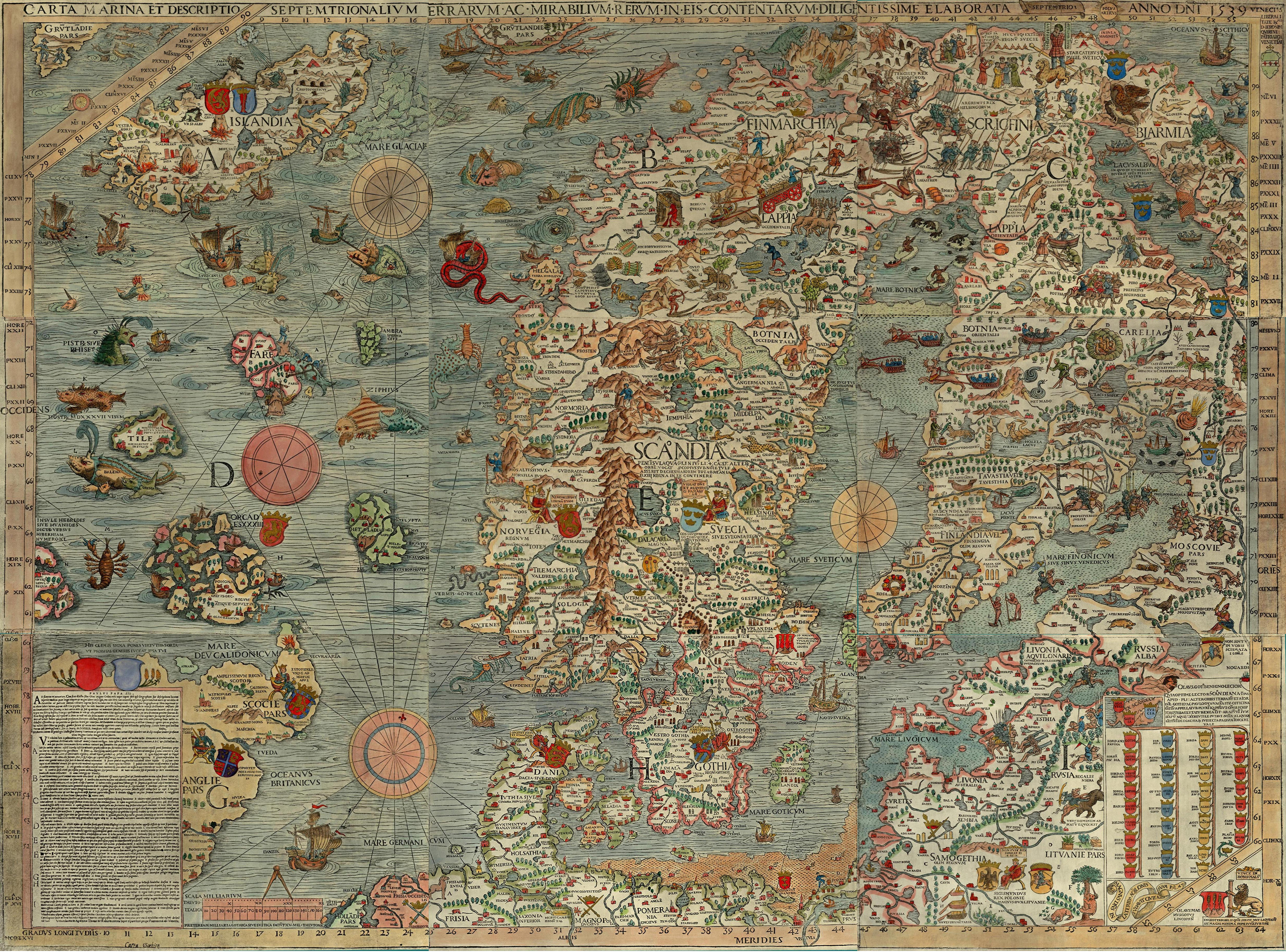
Carta Marina de Olaus Magnus.

Olaus Magnus, o Magni (octubre de 1490 en Östergötland Suecia - 1 de agosto de 1557 en Roma, Italia) fue un escritor, cartógrafo y eclesiástico sueco, pionero en trabajos históricos y antropológicos sobre el norte de Europa, hermano del también escritor Juan Magno (Johannes Magnus en latín o Johan Månsson en sueco). Su obra fundamental fue la Historia de Gentibus Septentrionalibus, editada en 1555, en Roma, en 22 libros, sobre la geografía, costumbres, tradiciones y leyendas de los pueblos escandinavos y de la Europa nórdica.
Hijo de Måns Petterson, su nombre verdadero era Olof Månsson ("hijo de Måns"), pero utilizaba el epíteto latino Magnus ("grande") como apellido familiar. 

## Biografía
Al igual que su hermano mayor, Johannes Magnus, obtuvo varios ascensos eclesiásticos. Entre ellos una canonjía en Upsala y Linköping, y el de archidiácono de Strängnäs. Además fue empleado en varios servicios diplomáticos, tal como una misión a Roma, a favor de Gustavo I de Suecia (Vasa), para conseguir el nombramiento de Johannes Magnus como arzobispo de Upsala. Sin embargo, con el éxito de la Reforma en Suecia su fidelidad a la Iglesia católica lo forzó a acompañar a su hermano en el exilio. 
Asentado en Roma, desde 1527, actuó como secretario de su hermano Johannes Magnus. A la muerte de Johannes en 1544, llegó a ser su sucesor como Arzobispo de Upsala, admitiendo que no era nada más que un título, puesto que él nunca podría volver a Suecia. El Papa Pablo III en 1546, lo envió al concilio de Trento; más tarde llegó a ser el canónigo de San Lamberto en Lieja. El rey Segismundo I de Polonia le ofreció una canonjía en Poznań, pero la mayor parte de su vida, después de la muerte de su hermano, parece haberla pasado en el monasterio de Santa Brígida en Roma, donde subsistía con una pensión que le asignó el Papa.

## Olaus Magnus y los monstruos marinos
Olao Magno tuvo mucha importancia en la creación de los mitos relativos a los monstruos marinos, siendo el responsable de trasladar el hábitat de los mismos del lejano Océano Índico, tal como sucedía en la época clásica, a los mares del Atlántico norte. Ante todo, nos presenta éstos como un mundo lleno de peligros y amenazas. Estos monstruos destacan, normalmente, por su tamaño, su ferocidad, el peligro que representan para los marineros, y su fealdad nacida de su aspecto deforme, a la vez que en muchas ocasiones su presencia es anticipo de futuras calamidades. Es de destacar que Olao presenta a todas estas criaturas como seres reales y tangibles, sin que tengan ningún significado simbólico. El físeter o príster, del género de los cetáceos, tiene un tamaño de doscientos codos, “se alza muy por encima de las antenas de las naves y, extrayendo el oleaje de agua contenido en unas fístulas sobre la cabeza, lo arroja de tal manera, que como una inundación de lluvia hunde muchas veces las naves más resistentes...posee también una boca grande y amplia...tiene en todo el cuerpo una piel espesa y negra, aletas largas en forma de pies anchos, y cola de dos puntas de quince y veinte pies de anchura, con la que estrecha violentamente las partes rodeadas de las naves” (cap. 6, “Del fiseter y su crueldad con los marineros”). Algunos cetáceos, por su parte, “tienen la abertura de la boca con dientes, y muy dilatada, es decir, con una prolongación de doce a catorce pies, y dientes de seis, ocho o doce pies” (cap. 8, “Del múltiple género de los cetáceos”). También nos hablará de la xifia, el rosmaro o morso noruego, el “swamfisck”, el “cahab”, el “cirkos”, y, por supuesto, de la serpiente de mar, “de gigantesca mole, de doscientos y más pies de longitud, y veinte pies de grosor, que habita en rocas y cavernas, merodeando junto a las orllas del mar Bergense, la cual solamente sale de los antros en verano con el tiempo lúcido de la noche...devasta los navíos, irguiéndose hacia lo a modo de una columna atrapa a los hombres y los devora, y esto no suele acontecer sin un portentoso espectáculo referido a alguna alteración del reino” (cap. 27, “Del gran tamaño de la serpiente noruega y de otros”). En bastantes ocasiones, la iconografía de estos monstruos será una copia directa de la Carta marina, tal como se puede observar en los casos del fiseter, el rosmaro, el puerco monstruoso del mar Germánico, la serpiente marina, o la imagen de una ballena echando a pique un navío.
Su obra ejerció una poderosísima influencia: buena muestra de ello son las continuas referencias que encontramos en el Jardín de Flores curiosas (1570) de Antonio de Torquemada, cuyo tratado sexto, “En que se dicen algunas cosas que hay en las tierras septentrionales” se basa en buena medida en la obra del autor escandinavo, de quien copia casi literalmente las referencias aparecidas a monstruos marinos. También podemos encontrar influencias en los cartógrafos y cosmógrafos, comenzando por la obra de Sebastián Munster (1489-1552), que en su Cosmographiae universalis libri VI reconoce su deuda con Olao Magno, al que cita entre las autoridades consultadas, y de la misma nos interesa especialmente su Tabula monstrorum marinorum incluida en el libro IV, tras hablar de la isla de Groenlandia. En dicha tabla nos encontramos criaturas que han sido claramente extraídas de la obra del autor sueco, utilizando incluso sus mismas ilustraciones, tal como sucede con el fiseter, la serpiente marina, o el puerco del océano Germánico. Otro de los grandes cosmógrafos del siglo XVI, Abraham Ortelius (1527-1598), en la edición de Amberes de 1595 de su Theatrum orbis terrarum, incluye un mapa de Islandia poblado de criaturas marinas que parecen haber sido extraídas de Olao Magno.